# Luigi Bugiardini
Luigi Bugiardini (Porto San Giorgio, 23 agosto 1971) è un allenatore di calcio ed ex calciatore italiano, di ruolo centrocampista, tecnico della Civitanovese.

## Carriera
In carriera ha totalizzato complessivamente 6 presenze in Serie A (stagione 1989-1990) e 51 in Serie B, tutte con la maglia dell'Ascoli.